# Рудник Уйгурсай
Рудник Уйгурсай – колишній гірничодобувний майданчик на сході Узбекистану.
Родовище Уйгурсай виявили у 1938 році в південній частині Курамінського хребта, оберненій до Ферганської долини. Відомо, що станом на 1943 рік тут працювала старательська артіль з чисельністю персоналу 23 особи.
Лише в 1944-му на Уйгурсаї почались суттєві розвідувальні роботи, при цьому станом на початок 1945-го його запаси рахувались лише як 9,5 тон закису-окису урану з середнім вмістом 0,27%. В листопаді 1945-го Комбінату № 6 (в подальшому був перейменований на Ленінабадський гірничо-хімічний комбінат) поставили завдання довести видобуток руди на Уйгурсаї до 5 тисяч тонн на рік (на той період розраховували на збільшення запасів до 150 тонн цільового елементу). Руду відправляли до Чкаловська на запущений комбінатом в 1946-му гідрометалургійний завод № 4.
Є відомості, що у підсумку запаси Уйгурсая склали біля 100 тон. В будь-якому випадку, це було мале родовище, яке відпрацювали приблизно за десятиліття.